# Ахейська війна
Ахейська війна — війна між Римською республікою та Ахейським союзом, що відбулась у 146 році до н. е.

## Передумови війни
В середині II ст. до н. е. римляни досить міцно затвердились в Греції та стали відкрито диктували свою волю колишнім союзникам-еллінам. Відкрите втручання у внутрішні та зовнішні справи полісів, розорення населення в результаті «дарунків» Риму, безперервні війни  та свавілля римської армії — усе це лише поглиблювало і так непросте становище в Греції. Соціальна та політична боротьба в грецьких полісах поступово набуває характеру боротьби проти римського панування. У Ахейському союзі, єдиній великій силі, яка збереглася на той момент в Греції, до влади приходять сили, ворожі до Риму — Діей, Крітолай і Дамокріт, що готували народ до війни.

## «Спартанське питання» та ескалація конфлікту
Приводом до війни було «спартанське питання», що довгий час турбувало Ахейський союз. Протягом багатьох років відбувалися суперечки через кордони і ступінь автономії Спарти, яка входила в союз. Конфлікт набув такого резонансу, що Римська республіка особисто зайнялася цим питанням, внісши його у обговорення сенату і пообіцяла вислати комісію в Пелопоннес.
Крітолай, стратег Ахейського союзу, спираючись на підтримку ахейського народу і сприятливі політичні умови, вирішив скинути ненависну опіку Риму. Умови дійсно виявились сприятливими: римські легіони вели війну з Карфагеном, Псевдо-Філіпп доволі успішно керував повстанням в Македонії, а в Іспанії республіка придушувала чергове повстання.
Римські посли, відправлені в Пелопонес з дипломатичною місією, зазнали нападу з боку ахейців по дорозі в Коринф, що ледь не коштувало їм життя. Повернувшись в сенат і розповівши про те, що сталося, сенатори відразу спорядили нову комісію і, поставивши на чолі Секста Юлія Цезаря, відправили у Пелопонес з наступними повноваженнями: висловити осуд за скоїне, зупинити ескалацію конфлікту, не розривати дружніх відносин з республікою і піддати винних за скоєний напад відповідальності. Рим все ще сподівався на рішення конфлікту мирним шляхом, однак Крітолай був іншої думки: він та його соратники переконали ахейців, що римляни зведуть затяжні війни в Лівії та Іберії і бояться війни ще й з ахейцями, а тому і посилають послів з такими промовами. Крітолай ухвалив, що піде за римськими послами в місто Тегея, де і відбудуться переговори з лакедемонянами щодо «спартанського питання».
Крітолай прибув в Тегею, коли лакедемоняни і римські посли майже втратили надію побачити його. Під час переговорів він не погоджувався ні на які умови, мотивуючи це тим, що не має права вирішувати подібні питання без рішення народу, обіцяючи внести їх на обговорення в найближчі збори, що стануться через півроку. Переговори закінчилися безрезультатно і римляни, ображені поведінкою Крітолая, повернулись в Італію.
Після переговорів Крітолай всю зиму провів подорожуючи з міста до міста, всюди збираючи віче під приводом, що бажає повідомити ахейцям зміст переговорів в Тегеї, однак насправді ж для того, щоб виступити зі звинуваченнями проти римлян і вселити народу ворожнечу та злобу проти них. Поруч з цим він забороняв владі стягувати що-небудь з боржників.  Таким чином Крітолай досяг того, що народ ставав на його бік і готувався до майбутньої війни.
Квінт Метелл Македонський, що на той момент керував провінцією Македонія, з метою запобігти війні, відправив до ахейців чотирьох послів, що прибули в Коринф в ті дні, коли ахейці були скликані на віче. Опинившись на зборах, посли говорили приблизно те саме, що раніше говорив Секст, докладаючи всю пильність до того, щоб ахейці не доходили до відкритої ворожнечі з римлянами, чи буде то під прикриттям чвари з лакедемонянами, або ж внаслідок неприязні до самих римлян. Однак народ не бажав вислуховувати промови послів до кінця, і вони з ганьбою були прогнані зі зборів.
Що стосується Крітолая, то він підбурював народ, запевняючи, що бажає бачити в римлянах друзів, але бачати в них панів ні за що не потерпить. Стратег також запевняв ахейців, що він знайшов союзників, що допоможуть у війні з Римом. Рух Крітолая мав національно-визвольний характер, тому і не дивно, що до Ахейському союзу приєдналися беотяни, локри, фокідяни та халкідяни.
Незважаючи на всі старання римських дипломатів вирішити питання мирним шляхом, у 148 році до н. е. Крітолай оголосив війну спартанцям. Також він вніс законопроєкт, згідно за яким особи, які обираються на посаду стратега, стають повновладними, завдяки чому Крітолай фактично отримав роль самодержця.
Сенат, озлоблений непокорою Ахейського союзу, вирішив покарати ахеян. У 147 р. До н. е. в Коринф, прибув римський посол Луцій Аврелій Орест, який мав доручення Сенату підтримати Спарту і послабити зневагу ахейців до Риму, але його місія призвела до зворотнього результату. Римський посол через глашатая оголосив декрет Сенату про виключення з союзу міст, неспоріднених по крові з ахейцам: Спарти, Аргоса Орхомена і навіть Коринфа. Виконання цього декрету перетворило б Ахейський союз на другорядну державу, що викликало сильну хвилю обурення. Почався погром: городяни почали бити тих небагатьох спартанців, що залишилися в Коринфі, а римське посольство ледь покинуло Коринф живими.
Союзники готувалися до війни.

## Війна

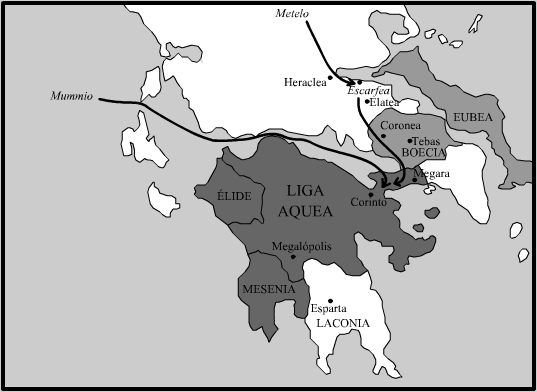
Територія Ахейського союзу та бойові дії під час війни 146 р. до н. е.

Навесні 146 року до н. е. почалася війна, вести яку було доручено консулу Луцию Муммію. Однак ще до прибуття основних сил республіки, пропретор Квінт Метелл, що з насторогою спостерігав за розвитком подій в Пелопонесі, завдав превентивний удар по основним силам ахейців. Дуже швидко його легіони досягли Локріди, де були зосереджені головні сили Ахейського союзу на чолі з Крітолаєм, і в запеклому бою отримав перемогу. До того, як висадилися основні сили, спрямовані на придушення повстання, Метелл завдав ахейцам ряд поразок і встановив контроль над всією Середньою Грецією.
Після смерті ахейського стратега Крітолая, що загинув в одному з боїв, посада стратега випала на долю Діея, згідно з вимогою закону, щоб в разі смерті дійсного стратега влада його переходила до наближенного повководця. Він відправив військовий загін в Мегари, а сам, після прибуття в Аргос, звернувся до усіх міст з письмовим наказом: усім здатним до військової служби ахейцям поголовно озброюватися і збиратися в Коринфі;  звільнити дванадцять тисяч молодих рабів, що здатні тримати в руках зброю і, забезпечивши озброєнням, також відправити до Коринфу. Крім цього він змусив ахейців, не тільки чоловіків, а й жінок, виступати з пожертвуванням грошей. Ці розпорядження викликали по містах смуту та зневіру; померлих вважали щасливцями, а тих, що йшли в похід оплакували, подібно тому, як оплакують померлих.
Коли Діей опинився в Коринфі, до нього прибув фессаліець Філон — посол, обраний Метеллом для мирних переговорів з ахейцями. Він висунув ряд вигідних для ахейців умов. Коли Філон був вислуханий, багато хто зі слухачів подали голос за прийняття мирного договору. Однак стратег і його соратники і слухати не хотіли Філона. Діей наказав карати усіх тих, хто відкрито вимагає підписати мир, назвавши їх ворогами союзу. У Коринфі знов влаштували погром.
Аби не допустити Метеллу закінчити цю війну, Луцій Муммій спішно прибув в римський табір під Мегарою з невеликим ескортом. Як старший за рангом він відправив Метелла назад в Македонію разом з його військом; незабаром підійшла консульська армія, в якій було 23 тисячі піхотинців, 3500 вершників, а також загін критських стрільців і пергамський допоміжний корпус. Цим силам ахейці — навіть мобілізувавши всіх вільних чоловіків Пелопоннесу, звільнивши безліч рабів і обклавши примусовою позикою всіх городян — змогли протиставити лише 14 тисяч гоплітів і 600 вершників.
Ахейці, здобувши перемогу в дрібній сутичці вирішилися вступити в велику битву при Левкопетрі і були розгромлені. Їх кіннота на самому початку бою втікла; гопліти же деякий час відбивали атаки ворога, але добірний римський загін у тисячу чоловік вдарив ним у фланг. Після цього ахейська армія розбіглася, і римляни більш не зустрічали жодного опору. Стратег ахейців Діей втік до рідного міста Мегалополь і там, попередньо вбивши свою дружину, наклав на себе руки.

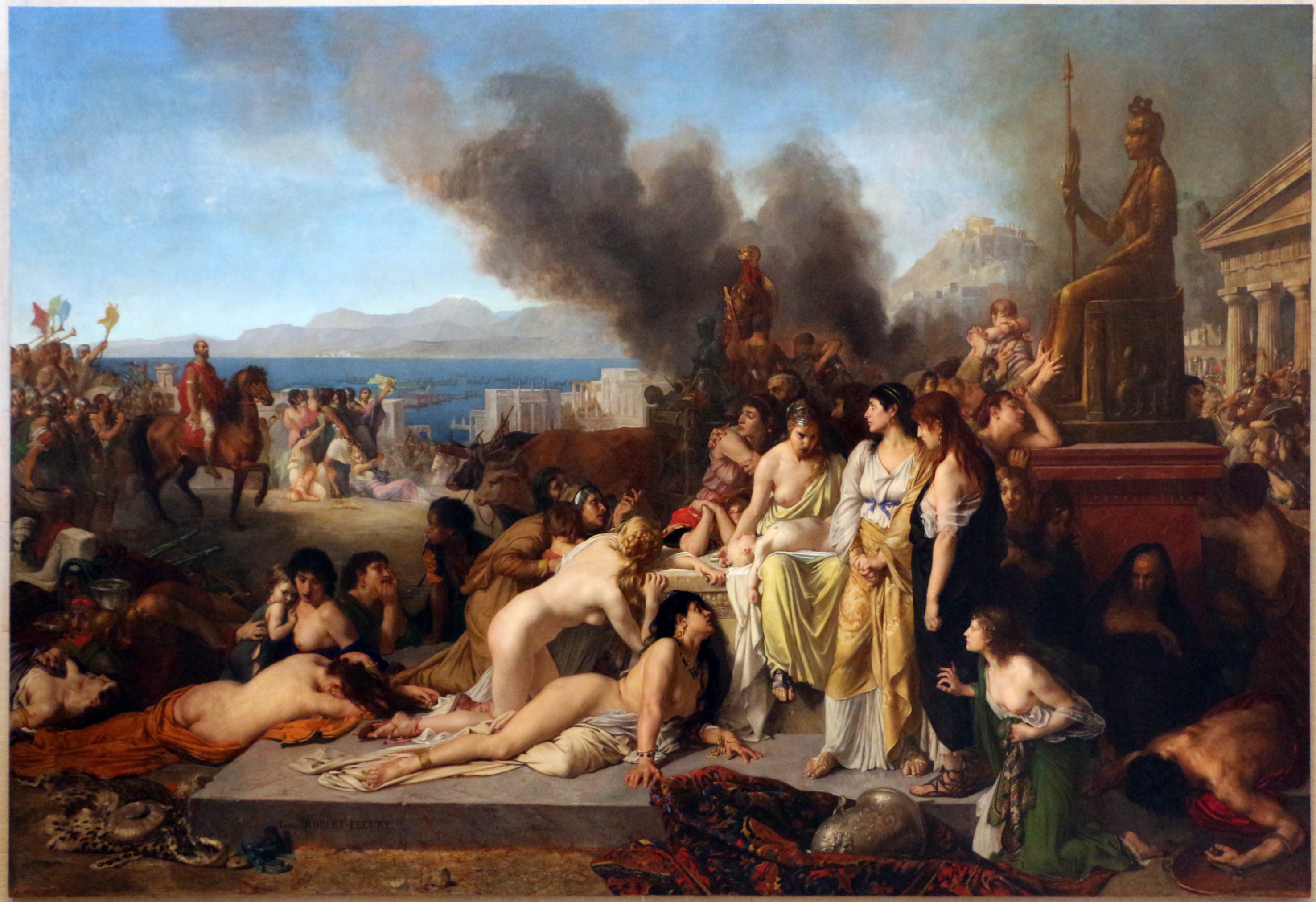
Знищення Коринфу

Коринф після битви при Левкопетрі відкрив перед римлянами свої ворота. Луцій Муммій три дні не наважувався увійти в місто, боячись імовірної пастки; нарешті, він ввів в Коринф війська, спалив і зруйнував місто. Багатьох полонених римляни перебили, а всіх жінок і дітей продали в рабство. При цьому загинуло багато  витворів мистецтва. Полібій, який був присутній при розграбуванні Коринфа, розповідає, що бачив, як легіонери грали в кості на картинах художника Арістіда — «Діоніс» і «Мука Геракла», що лежали на окровавленній землі. Щоправда, перша з цих картин вціліла, і пізніше, як і багато інших витворів мистецтва, опинилася в Римі.
Сам Полібій намагався зберегти хоч якісь витвори мистецтва. Коли якийсь римський воїн надумав осквернити роботи Філопемена, Полібій став на захист витвору мистецтва та вмовляв Муммія зберегти їх. І він його послухав: Луцій Муммій постановив зберегти усі роботи Філопемена.
Жорстока розправа над Коринфом як оплотом повстання здебільшого була репресивним заходом: таким чином римляни хотіли відбити бажання до подальших повстань і показати що відбувається з тими, хто відмовляється слухати римлян. Також популярна думка, що Коринф, подібно Карфагену, був знищений як один з головних торгових конкурентів Риму.
Землі Коринфа були посипані сіллю та прокляті. Римський указ постановив заборону селитися будь-якій людині поруч з руїнами міста

## Післявоєнний період
Подальшу долю Греції Луцій Муммій визначив спільно з надісланої сенатом комісією з 10 чоловік. По іменах відомі п'ятеро легатів: Луцій Ліциній Мурена, Авл Постумий Альбін, Гай Семпроний Тудітан, Авл Теренцій Варрон і Луцій Аврелій Орест. На території Греції були розпущені всі союзи: Ахейський, Локрідский, Евбейський, Фокейський, Беотійський; демократичні конституції у всіх містах були скасовані; міські громади ставали ізольованими, зокрема, місцевим жителям було заборонено мати власність одночасно в декількох містах; ті громади, які воювали з Римом, зобов'язані були виплатити контрибуції. У військовому відношенні вся Греція тепер підпорядковувалася римському наміснику Македонії і, фактично, ставала частиною цієї провінції. Ахайя як особлива адміністративно-територіальна одиниця була організована лише за часів Октавіана  Августа.
При цьому всьому сам Луцій Муммій намагався відновити Пелопонес. Він домігся того, щоб кошти з контрибуцій йшли на користь грецьких міст, які постраждали у війні, а майно страчених ворогів Риму залишалося їх дітям або батькам, при наявності таких.
Крім Коринфа постраждали і Фіви з Халкідою, стіни яких були розкопані, а їх населення обеззброєне.
Решта греків, які не приєдналися до повстання (Афіни, Спарта тощо) зберегли з Римом колишні «союзницькі» відносини. Однак про фактичну незалежність можна говорити ще менше, ніж до подій 146 р. до н. е.
Таким чином Римська республіка остаточно затвердила своє панівне становище в еллінському світі.